# 15565 Benjaminsteele
15565 Benjaminsteele este un asteroid din centura principală de asteroizi.

## Descriere
15565 Benjaminsteele este un asteroid din centura principală de asteroizi. A fost descoperit pe 5 aprilie 2000 la Socorro, New Mexico, în cadrul proiectului LINEAR. Asteroidul prezintă o orbită caracterizată de o semiaxă mare de 2,86 ua, o excentricitate de 0,09 și o înclinație de 0,8° în raport cu ecliptica.